# Központi Zálogház
A Központi Zálogház egy nagy méretű, műemléki védettség alatt álló budapesti épület.

## Története
Az 1773-ban Pozsonyban alapított Első Magyar Királyi Zálogház 1787-ben költözött Budára, majd 1802-ben Pestre. A növekvő forgalom az 1890-es évekre szükségessé tette a korábbiakhoz képest egy jóval nagyobb épület létesítését az intézmény számára. 1901 és 1903 között fel is épült Révész Sámuel és Kollár József tervei alapján a IX. kerületi Lónyay u. 30-32. szám alatt az újabb, immáron több mint 4000 négyzetméteres, L alakú, klinkertéglás saroképület.
Az 1919-es tanácsköztársaság alatt rövid ideig a Magyar Állami Zálogházak nevet viselte, majd 1920-tól Állami Árverési Csarnok néven működött tovább. 1924-ben egyesült a Postatakerékpénztárral, majd 1948-ban különvált tőle Állami Zálogház és Árverési Csarnokként. Tevékenységének módosulásával 1951-ben a Bizományi Áruház Vállalat (rövidítve BÁV) nevet kapta.
A rendszerváltást követően részvénytársasággá alakult, és 1991-től BÁV Bizományi Kereskedőház és Záloghitel Rt., 1998-tól BÁV Zálog Pénzügyi és Szolgáltató Rt. néven működött tovább. 2001-ben zártkörű részvénytársaság lett. Régi épületét 2006-ig használta, 2007-től a Bécsi utca 1-ben működik.
Maga a Központi Zálogház 2006-tól 2017-ig a spanyol Catalonia Hungary Kft. (CH) vendéglátóipari vállalat tulajdonában volt. 2017-ben a Magyar Állam 3,5 milliárd forintért megvásárolta. Az épület hasznosítása még bizonytalan.